# Segregara
Segregara là một chi nhện trong họ Idiopidae.